# Sárgatorkú bozóttangara
A sárgatorkú bozóttangara (Chlorospingus flavigularis) a madarak osztályának verébalakúak (Passeriformes) rendjébe és a verébsármányfélék (Passerellidae) családjába tartozó faj.

## Rendszerezés
A nem rendszertani besorolása felülvizsgálat alatt áll. Eredetileg a tangarafélék (Thraupidae) családjába sorolták hibásan. Újabb kutatások pedig a sármányfélék (Emberizidae) családjába tartozó Arremonops nemmel mutattak ki hasonlóságot.

## Előfordulása
Bolívia, Kolumbia, Ecuador, Panama és Peru területén honos. A természetes élőhelye szubtrópusi és trópusi síkvidéki és hegyi esőerdők, bokrosok, vizes élőhelyek (folyók és patakok), valamint erősen leromlott egykori erdők.

## Alfajai
- Chlorospingus flavigularis flavigularis (P. L. Sclater, 1852)
- Chlorospingus flavigularis hypophaeus P. L. Sclater & Salvin, 1868
- Chlorospingus flavigularis marginatus Chapman, 1914[4]

## Megjelenése
Átlagos testhossza 13 centiméter, testtömege 15-20 gramm.